# Opua atherinoides
Opua atherinoides é uma espécie de peixe da família Gobiidae e da ordem Perciformes.

## Habitat
É um peixe marítimo, de clima tropical e associado aos recifes de coral.

## Distribuição geográfica
É encontrado em Moçambique, Papua-Nova Guiné, Palau, nas Seychelles e Japão.

## Observações
É inofensivo para os humanos.